# Euphorbia alcicornis
Euphorbia alcicornis ist eine Pflanzenart aus der Gattung Wolfsmilch (Euphorbia) in der Familie der Wolfsmilchgewächse (Euphorbiaceae).

## Beschreibung
Die sukkulente und zweihäusige Euphorbia alcicornis bildet stark verzweigte Sträucher oder kleinere Bäume aus. Die aufrechten Zweige werden 3 bis 5 Millimeter dick und verzweigen sich dichotomisch. Endständige Zweige werden bis 7,5 Zentimeter lang.
An den Triebspitzen stehen in großer Anzahl Cymen mit fast sitzenden Cyathien, die etwa 3,5 Millimeter Durchmesser erreichen. Die eiförmigen Nektardrüsen stehen einzeln. Die kugelförmigen Früchte werden etwa 8 Millimeter im Durchmesser groß und sind dicht mit Harren besetzt. Sie stehen an einem zurückgebogenen Stiel. Der konische Samen wird 4 Millimeter breit und 3 Millimeter lang, ist rötlich gefärbt und besitzt eine schmale Caruncula.

## Verbreitung und Systematik
Euphorbia alcicornis ist in Zentral-Madagaskar verbreitet. Die Art ist noch nicht genau identifiziert. Die Art steht auf der Roten Liste der IUCN und gilt als stark gefährdet (Endangered).
Die Erstbeschreibung der Art erfolgte 1887 durch John Gilbert Baker.